# Jessica Benjaminová
Jessica Benjaminová (* 17. ledna 1946) je americká psychoanalytička feministické orientace.
Na rozdíl od feministických psychoanalytiček z Evropy, které navázaly především na Jacquese Lacana (Kristeva, Irigarayová, Cixous), ona (spolu s Nancy Chodorowovou) navázala přímo na dílo Sigmunda Freuda. Vyhraňuje se však vůči jeho falocentrismu a také odmítá diskurz egopsychologie, kleiniánů a teoretiků objektních vztahů, kteří hovoří o vztahu subjektu a objektu. On sama tvrdí, že kdykoli přijmeme kategorii subjekt–objekt, vždy se nám automaticky zjeví kategorie pasivní–aktivní, mužský–ženský, dominance–submisivita. Je třeba o každém vztahu, i o vztahu kojence a matky, vždy uvažovat jako o vztahu subjekt–subjekt. V tomto smyslu zastává pozici interpersonální psychoanalýzy.
Věnovala též velkou pozornost vztahu dítěte ženského pohlaví a jeho matky. Ten je podle ní zásadní, ale také komplikovanější než vztah dítěte mužského pohlaví k matce. Budí v dítěti-dívce také velký strach a vede k obranným strategiím, mezi nimiž základní je masochismus, který se tak stává v ženské sexualitě všudypřítomný.
Na otce se dívá jako na toho, kdo pomůže zahnat obraz pohlcující matky, kvůli čemuž je idealizován, čímž se také rozšíří schopnost milovat u dítěte, neboť se prvně naučí milovat prvek, na němž není závislé.
Benjaminová přispěla též k teorii genderu. Odmítla tradiční psychoanalytické kategorie preoidipské-oidipské, které považovala za společensky podmíněné. Identifikace každého je podle ní mnohočetná a prochází napříč preoidipovskou i oidipovskou krajinou. Cílem je dosáhnout pozice post-oidipovské, kde preoidipské a oidipovské prvky nejsou v protikladu, ale působí komplementárně a pluralitně.